# Bresles
Bresles és un municipi francès, situat al departament de l'Oise i a la regió dels Alts de França. L'any 2007 tenia 4.120 habitants.

## Demografia

### Població
El 2007 la població de fet de Bresles era de 4.120 persones. Hi havia 1.535 famílies de les quals 395 eren unipersonals (179 homes vivint sols i 216 dones vivint soles), 420 parelles sense fills, 582 parelles amb fills i 138 famílies monoparentals amb fills.
La població ha evolucionat segons el següent gràfic:
Habitants censats

### Habitatges
El 2007 hi havia 1.671 habitatges, 1.556 eren l'habitatge principal de la família, 36 eren segones residències i 79 estaven desocupats. 1.322 eren cases i 324 eren apartaments. Dels 1.556 habitatges principals, 989 estaven ocupats pels seus propietaris, 522 estaven llogats i ocupats pels llogaters i 46 estaven cedits a títol gratuït; 65 tenien una cambra, 130 en tenien dues, 288 en tenien tres, 490 en tenien quatre i 584 en tenien cinc o més. 1.010 habitatges disposaven pel capbaix d'una plaça de pàrquing. A 725 habitatges hi havia un automòbil i a 553 n'hi havia dos o més.

### Piràmide de població
La piràmide de població per edats i sexe el 2009 era:
| Homes | Edats   | Dones |
| ----- | ------- | ----- |
| 0     | 95 o +  | 12    |
| 0     | 90 a 94 | 32    |
| 12    | 85 a 89 | 32    |
| 8     | 80 a 84 | 12    |
| 48    | 75 a 79 | 56    |
| 104   | 70 a 74 | 100   |
| 68    | 65 a 69 | 84    |
| 76    | 60 a 64 | 88    |
| 84    | 55 a 59 | 72    |
| 116   | 50 a 54 | 100   |
| 116   | 45 a 49 | 152   |
| 160   | 40 a 44 | 136   |
| 148   | 35 a 39 | 136   |
| 196   | 30 a 34 | 176   |
| 100   | 25 a 29 | 92    |
| 112   | 20 a 24 | 76    |
| 104   | 15 a 19 | 144   |
| 196   | 10 a 14 | 144   |
| 144   | 5 a 9   | 100   |
| 124   | 0 a 4   | 84    |

## Economia
El 2007 la població en edat de treballar era de 2.643 persones, 1.916 eren actives i 727 eren inactives. De les 1.916 persones actives 1.722 estaven ocupades (985 homes i 737 dones) i 194 estaven aturades (84 homes i 110 dones). De les 727 persones inactives 201 estaven jubilades, 228 estaven estudiant i 298 estaven classificades com a «altres inactius».

### Ingressos
El 2009 a Bresles hi havia 1.559 unitats fiscals que integraven 4.018 persones, la mediana anual d'ingressos fiscals per persona era de 17.548 €.

### Activitats econòmiques
Dels 189 establiments que hi havia el 2007, 4 eren d'empreses extractives, 4 d'empreses alimentàries, 16 d'empreses de fabricació d'altres productes industrials, 25 d'empreses de construcció, 49 d'empreses de comerç i reparació d'automòbils, 11 d'empreses de transport, 10 d'empreses d'hostatgeria i restauració, 4 d'empreses d'informació i comunicació, 8 d'empreses financeres, 7 d'empreses immobiliàries, 14 d'empreses de serveis, 18 d'entitats de l'administració pública i 19 d'empreses classificades com a «altres activitats de serveis».
Dels 54 establiments de servei als particulars que hi havia el 2009, 1 era una oficina d'administració d'Hisenda pública, 1 gendarmeria, 1 oficina de correu, 3 oficines bancàries, 7 tallers de reparació d'automòbils i de material agrícola, 1 autoescola, 7 paletes, 5 guixaires pintors, 5 fusteries, 4 lampisteries, 2 electricistes, 5 perruqueries, 1 veterinari, 4 restaurants, 5 agències immobiliàries, 1 tintoreria i 1 saló de bellesa.
Dels 17 establiments comercials que hi havia el 2009, 1 era un hipermercat, 2 botiges de menys de 120 m², 2 fleques, 3 carnisseries, 1 una peixateria, 3 botigues de roba, 1 una botiga de roba, 1 una sabateria i 3 floristeries.
L'any 2000 a Bresles hi havia 19 explotacions agrícoles que ocupaven un total de 1.144 hectàrees.

## Equipaments sanitaris i escolars
El 2009 hi havia 2 farmàcies i 1 ambulància.
El 2009 hi havia 1 escola maternal i 2 escoles elementals. Bresles disposava d'un col·legi d'educació secundària amb 515 alumnes.

## Poblacions més properes
El següent diagrama mostra les poblacions més properes.